# Pelinovo
Pelinovo je naselje u Boki kotorskoj, u općini Kotor. 

## Stanovništvo

### Nacionalni sastav po popisu 2003.[1]
- Srbi - 63
- Crnogorci - 4
- Bošnjaci - 1
- nepoznato - 1